# 칠면체

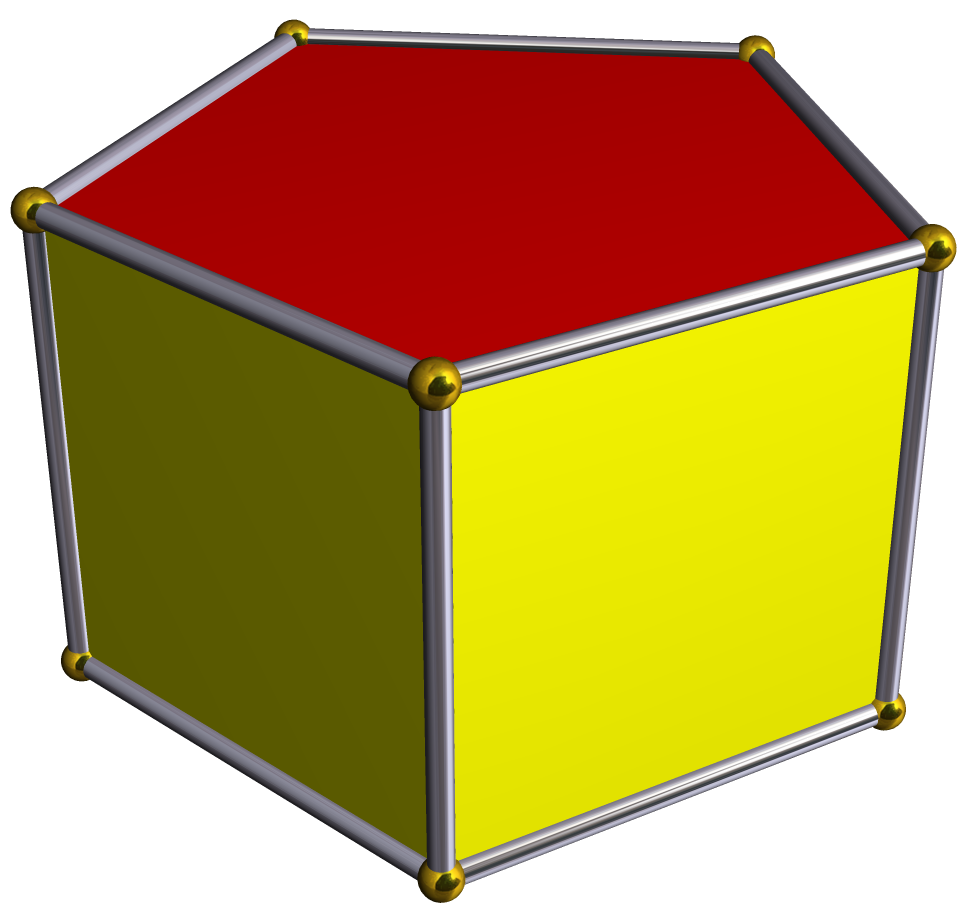

칠면체(七面體)는 일곱 개의 면으로 이루어진 다면체를 말한다. 직육면체의 모서리를 세모지게 잘라내면 칠면체가된다. 육각뿔과 오각기둥, 오각뿔대도 칠면체이다. 또한 늘린 삼각뿔도 칠면체에 속한다.
칠면체로 된 피라미드, 리코더의 형태와 가장 흡사하다.